# Új-zélandi női vízilabda-válogatott
Az új-zélandi női vízilabda-válogatott Új-Zéland nemzeti csapata, amelyet az Új-zélandi Vízilabda-szövetség (angolul: New Zealand Water Polo) irányít.
Az új-zélandi női nemzeti együttes az olimpiai tornát leszámítva ezidáig minden nevesebb világversenyen képviseltette magát legalább egy alkalommal. Legjobb helyezése egy világbajnoki 7., egy világliga 8., valamint egy világkupa 4. helyezés.

## Eredmények

### Világbajnokság
- 1991 - 7. hely
- 1994 - 10. hely
- 1998 - 11. hely
- 2001 - 12. hely
- 2005 - 12. hely
- 2007 - 12. hely
- 2009 - 12. hely
- 2011 - 12. hely
- 2013 - 12. hely
- 2015 - 13. hely
- 2017 - 12. hely
- 2019 - 12. hely
- 2022 - 10. hely
- 2023 - 11. hely
- 2024 - 9. hely
- 2025 - 10. hely

### Világliga
- 2022 - 8. hely

### Világkupa
- 1979 - 5. hely
- 1984 - 4. hely
- 1988 - 6. hely
- 1991 - 7. hely
- 1995 - 8. hely
- 2010 - 8. hely
- 2018 - 7. hely
- 2023 - 8. hely

## Híres játékosok
- Rebecca Parkes (2016-ig)